# أندريه كوزاك
أندريه كوزاك (بالبولندية: Andrzej Kozak)‏ هو ممثل بولندي، ولد في 14 سبتمبر 1934 في بولندا.

## وصلات خارجية
- أندريه كوزاك على موقع IMDb (الإنجليزية)
- أندريه كوزاك على موقع قاعدة بيانات الفيلم (الإنجليزية)